# Daniel Brandenstein
Daniel Charles Brandenstein (Watertown, Wisconsin, 17 de janeiro de 1943) é um ex-astronauta norte-americano, veterano de quatro missões do programa do ônibus espacial.
Entrou para a Marinha dos Estados Unidos em 1965, onde fez treinamento de piloto de combate. Qualificado como piloto-aviador, serviu no fim da década de 1960 a bordo de porta-aviões, participando de cerca de duzentas missões de combate.
Em 1978, Brandenstein entrou para a NASA e completou o curso de astronautas no ano seguinte. Trabalhou em terra como controlador de missões e foi tripulante-reserva da primeira missão do ônibus espacial, a STS-1.
Seu primeiro voo espacial ocorreu em agosto de 1983, como piloto da nave Challenger na missão STS-8, primeira missão noturna do ônibus espacial que colocou em órbita um satélite de comunicações e meteorologia indiano.
Sua segunda missão espacial foi em junho de 1985, como comandante da missão STS-51-G Discovery, uma missão de sete dias que colocou três satélites em órbita e realizou diversas experiências astronômicas com raios-X. Voltou à órbita em janeiro de 1990 comandando a STS-32 Columbia, passando 261 horas no espaço.
Sua última missão foi realizada em maio de 1992, comandando o voo inaugural da nave Endeavour, que testou a operatividade da nave e realizou reparos no satélite Intelsat e vários testes de equipamentos e procedimentos a serem usados na construção da estação espacial Freedom. 
Em suas quatro missões espaciais, ele tem acumuladas 789 horas em órbita.